# Braunschweiger Schultheaterwoche

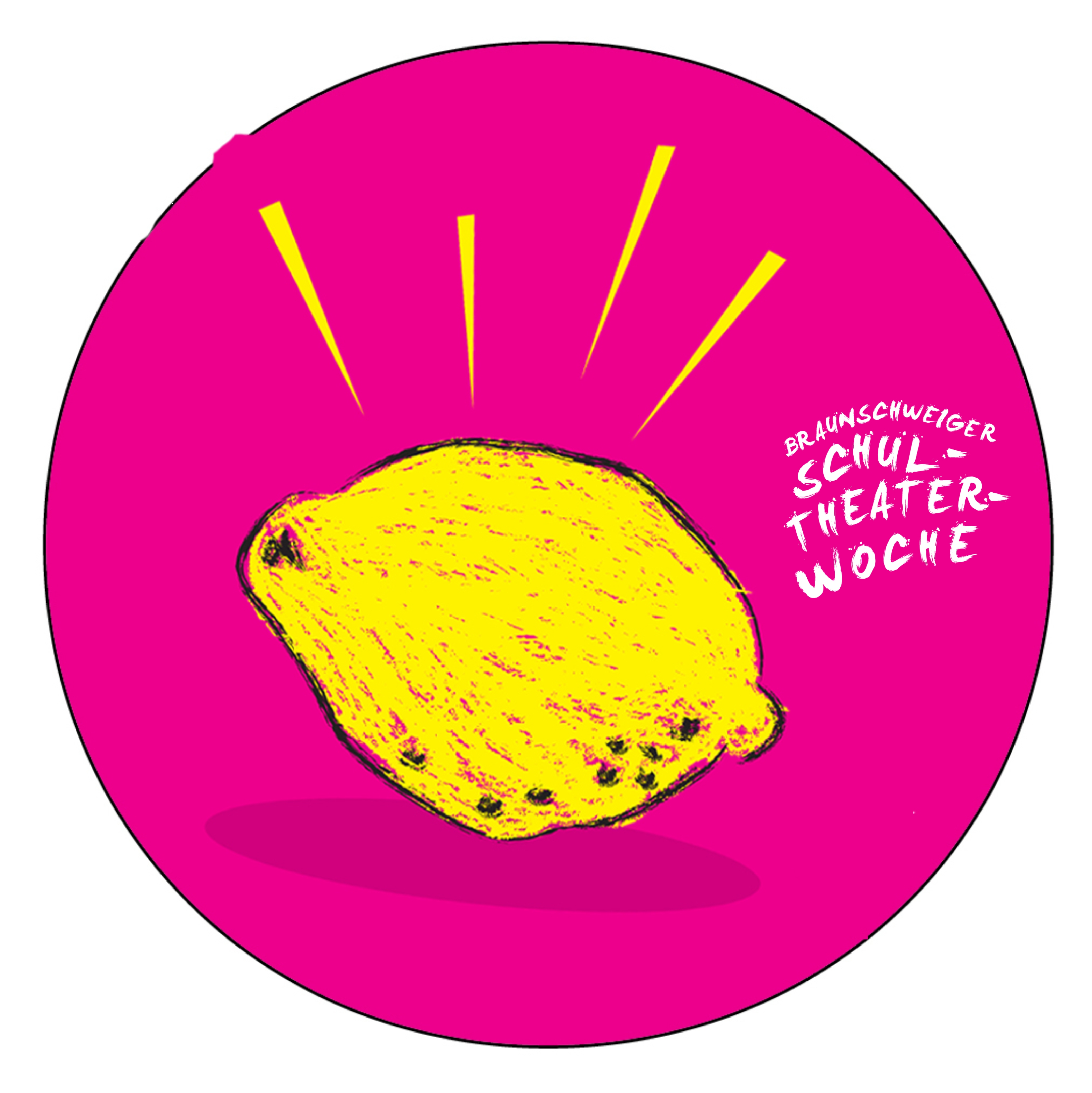
Logo der Braunschweiger Schultheaterwoche

Die Braunschweiger Schultheaterwoche ist ein Schultheaterfestival, das seit 1970 jedes Jahr vor den Sommerferien in Braunschweig stattfindet. Gruppen aller Schulformen und Klassenstufen können sich dort mit ihren Arbeiten präsentieren. Damit ist die Braunschweiger Schultheaterwoche mutmaßlich das älteste Schultheaterfestival für alle Altersklassen in Deutschland.

## Organisation
Die Schultheaterwoche wird vom Verein zur Förderung des Schultheaters im ehemaligen Regierungsbezirk Braunschweig e.V. veranstaltet und vom Land Niedersachsen, der Stadt Braunschweig und dem Staatstheater gefördert. In Zusammenarbeit mit der Hochschule für Bildende Künste (HBK) sowie dem TPZ Braunschweig werden auch Workshops für Schüler und Theaterlehrer angeboten.
Die Vorführungen finden hauptsächlich auf den professionell betriebenen Bühnen statt:
- Kleines Haus (ca. 300 Sitzplätze, Staatstheater Braunschweig)
- Brunsviga (ca. 300 Sitzplätze, eigenständiger Verein)

## Produktionsbegleitung
Bereits während der Entwicklung der Stücke haben angemeldete Gruppen die Möglichkeit, sich um eine Produktionsbegleitung zu bewerben. Mitglieder des Arbeitskreises Schultheaterwoche, allesamt qualifizierte Theaterlehrkräfte, betreuen die teilnehmenden Gruppen, bieten den Spielleitungen Unterstützung an und können aktuelle Methoden der Schultheaterdidaktik in die Schulen bringen und für die Spielgruppen wichtiges Feedback geben.